# Gnæus Cornelius Scipio Asina
Gnæus Cornelius Scipio Asina (levede i det 3. århundrede f.Kr.) var en romersk general og statsmand, der kæmpede under den Første Puniske Krig.
Scipio Asina tilhørte den patricianske familie Cornelii Scipiones (se Gens Cornelia og Scipio). Han var søn af Lucius Cornelius Scipio Barbatus og bror til Lucius Cornelius Scipio (konsul 259 f.Kr.). Hans søn var Publius Cornelius Scipio Asina, som var konsul i 221 f.Kr. I 260 f.Kr. blev Scipio Asina valgt til konsul sammen med Gajus Duillius. Han fik den ærefulde opgave at lede den første romerske flåde, der nogensinde blev søsat på Middelhavet.
Mens Scipio Asina patruljerede vandet i Messinastrædet mellem Italien og Sicilien, modtog han informationen om, at Lipara, på Lipari-øerne, var ved at skifte til den romerske side. Ivrig efter at sikre en så vigtig havn og vinde ære for sig selv, skyndte han sig til øerne uden at tage de nødvendige forholdsregler. Det er uklart, om karthagerne planlagde hele situationen, men den romerske flåde blev fanget i havnen af Hannibal Gisco. Uden erfaring med søkrig ramte panik besætningerne, der flygtede i land og efterlod skibene ubevogtede. Dette gjorde Scipio Asina til en let fange for karthagerne. Selvom der næsten ingen kamp fandt sted, er begivenheden kendt som Slaget ved Lipari-øerne.
Scipio Asinas fejltagelse ved Lipariøerne forfulgte ham efterfølgende. Hans politiske modstandere gav ham det nedladende tilnavn Asina ( "røv", ordret på latin "hunæsel"). Hverken ydmygelsen eller tabet satte en stopper for hans karriere. I 254 f.Kr. blev Scipio Asina valgt til konsul for anden gang. Sammen med sin medkonsul, Aulus Atilius Caiatinus, erobrede han byen Panormus (det moderne Palermo, Siciliens hovedstad).